# 针舞蛛
针舞蛛（学名：Alopecosa spinata）为狼蛛科舞蛛属的动物。在中国大陆，分布于四川、西藏等地。该物种的模式产地在四川、西藏。